# 利西馬希亞湖
38°33′40″N 21°22′10″E / 38.56111°N 21.36944°E

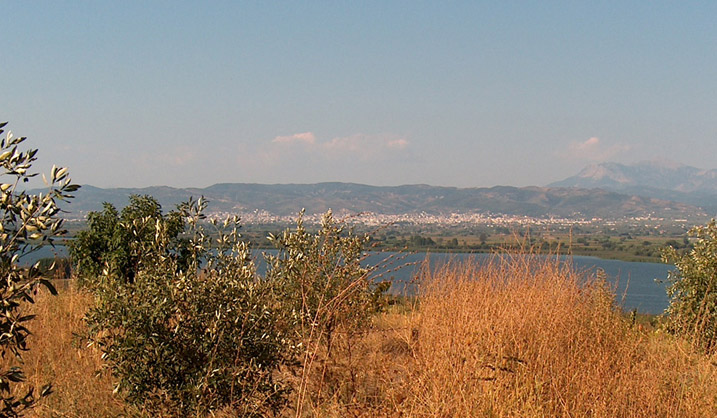
利西馬希亞湖

利西馬希亞湖（希臘語：Λίμνη Λυσιμαχία）是希臘的湖泊，位於西希腊大区埃托洛阿卡纳尼亚专区，長17公里、寬2公里，面積13.2平方公里，湖岸線長度約17公里，最大水深9米。

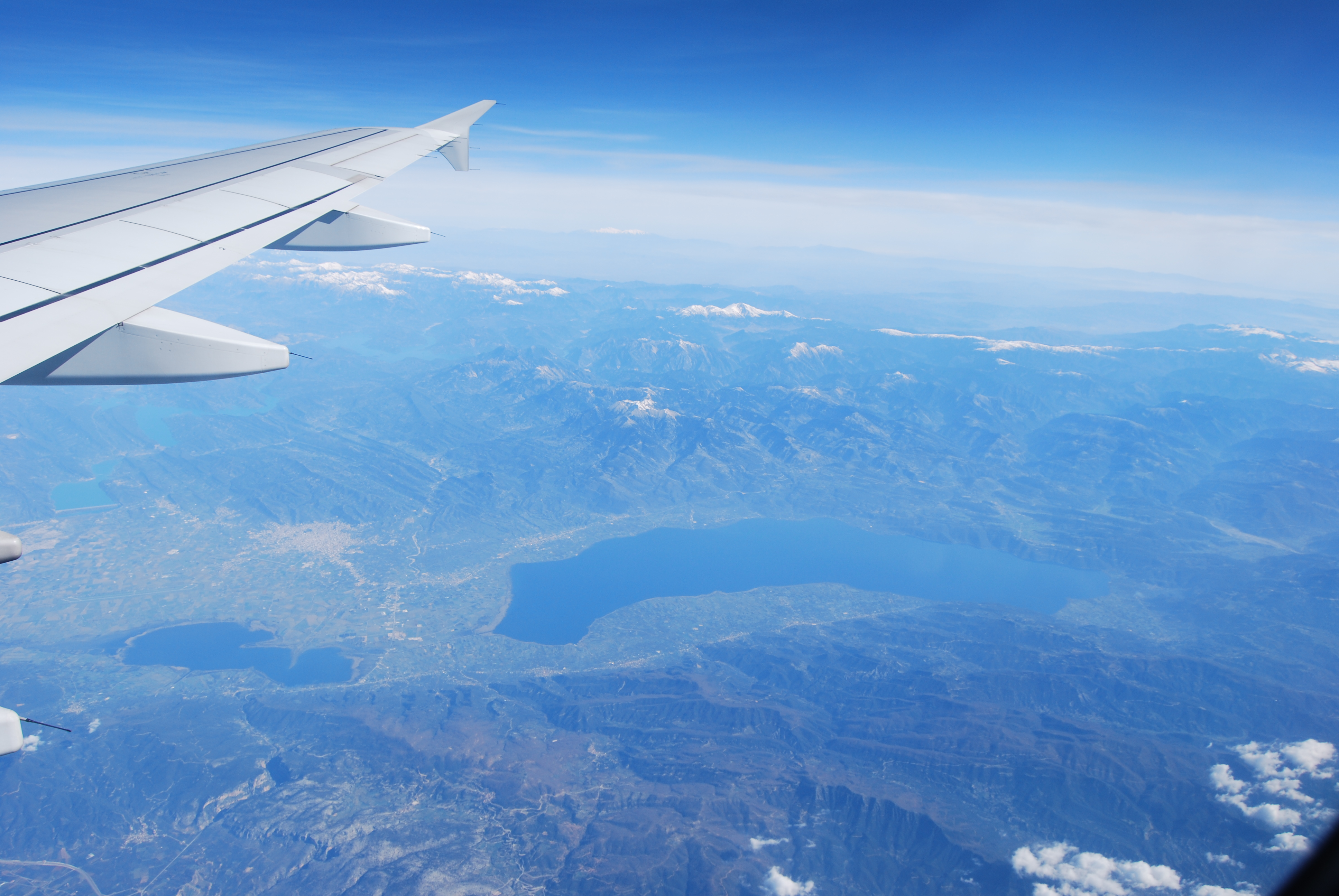
高空俯瞰利西馬希亞湖（左）